# INTP
INTP (Introversion, iNtuition, Thinking, Perceiving, tj. Introverze, Intuice, Myšlení a Vnímání) je jeden z šestnácti osobnostních typů podle MBTI.

## Stručný popis
Samotář, skeptik, často nepořádný, raději se zabývá teorií než praxí, nedává najevo emoce, řídí se logikou, klidný, bohatý vnitřní život, společnost občas nechápe, často pochybuje o smyslu existence, nechce ani vést, ani být veden.

## Charakteristika
Pokud v něčem vyniká nade všemi, pak je to schopnost budovat systémy úplně od píky a vyhledávat logické nesrovnalosti. Tento skeptický samotář může být okolím vnímán jako podivín. Ze všech 16 typů bývá nejvíc odtržený od skutečného světa, do kterého se vrací ze své mysli jen na návštěvu. Je schopen se velmi dobře zabavit sám a během této doby pociťuje smyslové vjemy jako rušivé. Jeho snaha vyfiltrovat vede k určitému flegmatismu a zanedbávání drobných každodenních domácích prací. Je více či méně neorganizovaný, což se může projevovat i v nedodržování pravidelného rytmu den a noc.
Vzhledem k tomu, že promýšlí všechny možné alternativy dopředu jako při šachové partii, může se zdát jako nerozhodný. Rád si nechává vyhrazenu možnost změnit názor a nerad vynáší definitivní soudy, tudíž často bývá naoko politicky neutrální. O všem dokáže dlouze přemýšlet. Má sklony k cynismu a pochybnostem o smyslu existence. 
Lidé charakteru INTP jsou převážně lidé s vyšší inteligencí.
Podobně jako INTJ se i INTP silně spoléhá na logiku a touží všemu rozumět. Zatímco INTJ používá logiku pouze jako nástroj k potvrzení svých intuitivně získaných názorů a spěchá k závěrečnému zaujetí pozice, INTP je přísně logický od začátku až do konce svého myšlenkového procesu a nevadí mu ani zabývat se teoriemi, které jsou naprosto neužitečné a konce nemají. Cíl pro něj není důležitý tolik jako samotný proces přemýšlení a často naopak definivní zaujetí stanoviska k problému odkládá a spíše se baví tím, jak na obou stranách vah přibývají jednotlivé argumenty. Co se projektů týká, INTP si jejich realizaci prožijí nejprve intelektuálně, vnitřně a necítí pak již mnohdy potřebu opakovat je v reálném světě.